# Raiffeisenbank Oberland-Reutte
Die Raiffeisenbank Oberland-Reutte eGen ist eine österreichische Raiffeisenbank mit Sitz in Reutte in Tirol.
Das Bankinstitut entstand 2021 aus der Fusion der Raiffeisenbank Reutte reg.Gen.m.b.H. mit der Raiffeisenbank Oberland eGen. Zur Raiffeisenbank Oberland-Reutte gehört auch die Marke Bankhaus Jungholz, unter welcher die Bank Wertpapierberatungen anbietet.

## Geschichte

### Raiffeisenbank Reutte reg.Gen.m.b.H.
Die Raiffeisenbank Reutte reg.Gen.m.b.H. wurde am 17. April 1898 als genossenschaftlich organisierter Spar- und Darlehenskassen-Verein gegründet. Ab den 1960er Jahren folgten mehrere Fusionen mit anderen Raiffeisenbanken aus der Umgebung: Raiffeisenkasse Stanzach (1960), Raiffeisenkasse Musau-Pinswang (1970), Raiffeisenkasse Berwang-Bichlbach-Heiterwang (1990), Raiffeisenbank Vils und Umgebung (2017) und Raiffeisenbank Oberland eGen (2021).
Im Jahr 1981 gründete die Raiffeisenbank Reutte in der Gemeinde Jungholz die Zweigniederlassung Bankhaus Jungholz.

### Raiffeisenbank Oberland eGen
Die Raiffeisenbank Oberland eGen wurde am 23. Februar 1896 als genossenschaftlich organisierter Spar- und Darlehenskassen-Verein gegründet. Ab den 1970er Jahren folgten mehrere Fusionen mit anderen Raiffeisenbanken: Raiffeisenkasse Schönwies (1971), Raiffeisenkasse Grins, Pians, Tobadill und Stanz (1991), Raiffeisenkasse Stanzertal Pettneu-Flirsch-Strengen (1991), Raiffeisenbank Prutz-Pfunds und Umgebung (1998) und Raiffeisenbank Reutte reg.Gen.m.b.H. (2021).